# Periclimenes investigatoris
Periclimenes investigatoris är en kräftdjursart som beskrevs av Kemp 1922. Periclimenes investigatoris ingår i släktet Periclimenes och familjen Palaemonidae. Inga underarter finns listade i Catalogue of Life.